# Wat

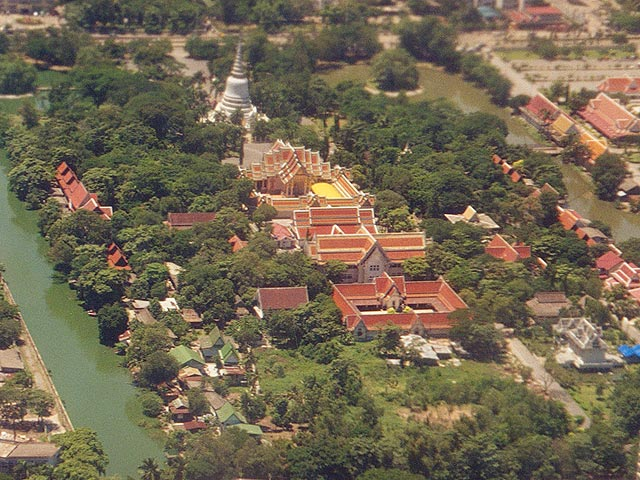
Wat Phra Sri Mahathat, Meditationstempel in Bang Khen, Nord-Bangkok

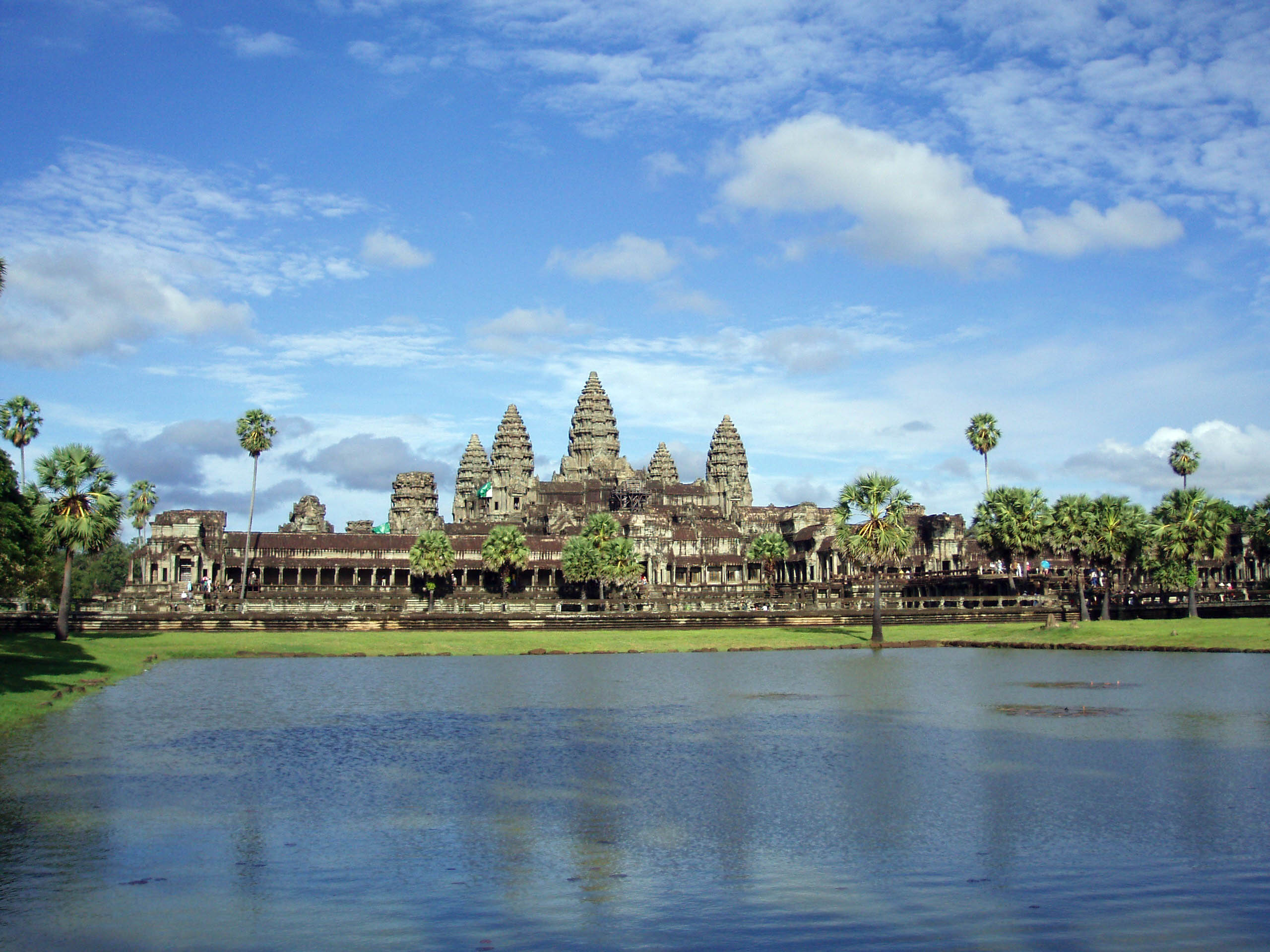
Angkor Wat in Kambodscha

Ein Wat (Khmer វត្ត vott; laotisch ວັດ, vat; thailändisch วัด, [wát]) ist in den buddhistischen Ländern Laos, Kambodscha und Thailand ein von einer Mauer umgebener Gebäudekomplex, der hauptsächlich religiösen Zwecken dient.

## Zum Begriff
Der Begriff Wat leitet sich her vom Pali-Wort āvāsa (Aufenthaltsort, Wohnstätte) und vom Sanskrit-Wort avasatha (Dorf, Schule, Haus). Die Übersetzung buddhistisches Kloster ist aus drei Gründen problematisch: Erstens dient ein Wat gleichermaßen Ordensangehörigen und Laien; zweitens existieren Beispiele ganz ohne Klosterbezirk (wie der Wat Phra Kaeo in Bangkok); drittens tragen unter anderem hinduistische und christliche Einrichtungen ebenfalls den Namen Wat, jedenfalls im allgemeinen Sprachgebrauch. Vielleicht wäre Gemeindezentrum eine geeignetere Bezeichnung, denn ein Wat dient auch als Versammlungsort und als Schule für mittellose Kinder. Im Deutschen haben sich die Bezeichnungen Tempel und Tempelanlage weitgehend eingebürgert.

## Funktion
Praktisch in jedem laotischen, kambodschanischen und thailändischen Dorf fungiert ein Wat als Mittelpunkt des buddhistischen Lebens; größere Städte beherbergen zahlreiche Wat, Bangkok zum Beispiel über 400, ganz Thailand 30.678 (Stand: 1998).
Ein Wat wird finanziell von der Bevölkerung getragen, von reicheren Mäzenen wie von ärmeren Gemeindemitgliedern, denn Spenden sind eine traditionelle Form des religiösen Verdiensterwerbs. Thailändische Wat, deren Namen mit Rat-, Racha- oder Maha- beginnen, oft eingeleitet von der Silbe Phra, wurden von königlichen Hoheiten gestiftet oder hüten hochverehrte Kultobjekte.
Im ländlichen Thailand ist ein Wat oft gleichermaßen religiöses Zentrum und Grundschule, Klinik und (Kräuter-)Sauna, Treffpunkt und Gemeinschaftszentrum, Altersheim und kurzfristige Unterkunft für Gäste, wobei die ansässigen Bhikkhus (Mönche) und Mae Chis (weiß gekleidete weibliche Laien, die acht oder zehn Tugendregeln einhalten) als Personal für eine oder mehrere dieser Funktionen dienen.
Wat Tham Krabok 140 km nördlich von Bangkok zum Beispiel ist weltbekannt für seine erfolgreiche Behandlung von Drogensüchtigen, Wat Phra Baht Nam Phu nahe Lop Buri ist ein bedeutendes Hospiz für Aidskranke.

## Wat-Architektur in Thailand
Die Architektur des Wat hat eine wechselvolle Historie; oft zeigen sich in Anlage und Stil große Unterschiede, doch liegt allen Beispielen eine gemeinsame Grundstruktur zugrunde.
Ein Wat besteht bis auf wenige Ausnahmen aus zwei unterschiedlichen Teilen, dem Phutthawat und dem Sanghawat.

### Phutthawat
Der Phutthawat (Thai: เขตพุทธาวาส) ist der dem Buddha geweihte Bereich, der im Allgemeinen aus verschiedenen Gebäuden besteht, die von einer Mauer (Kampheng Kaeo) umschlossen sind:
- Chedi (Thai: พระเจดีย์, Singhalesisch: dagoba) – ein meist glockenförmiger, nach oben spitz zulaufender Turm, manchmal begehbar und mit Blattgold überzogen.
- Prang (Thai: พระปรางค์) – die thailändische Adaption der Tempeltürme, die die Khmer im historischen Angkorreich bauten, oft vorhanden in Tempeln aus der Sukhothai- und Ayutthaya-Zeit.
- Bot oder Ubosot (Thai: โบสถ์ oder พระอุโบสถ) – Gebetshalle und heiligster Bezirk des Wat, in dem die Mönche ihre Zeremonien abhalten; der geweihte Bereich wird durch Grenzsteine, die Bai Sema, markiert.
- Wihan (Thai: พระวิหาร) – ein Versammlungsraum für Mönche und Gläubige.
- Ho Trai (Thai: หอไตร) – das Bibliotheksgebäude, hier werden die heiligen Schriftrollen (Tipitaka) aufbewahrt; eine besondere Bauform ist der kubische Mondop (Thai: พระมณฑป, ausgesprochen Mon-Dop).
- Sala (Thai: ศาลา) – ein offener Pavillon als Platz zum Verweilen, schattiger Treffpunkt für Pilger.
- Sala Kan Prian (Thai: ศาลาการเปรียญ) – eine große, offene Halle, in der die Laien Predigten hören oder ihrem täglichen religiösen Unterricht beiwohnen können, wörtlich: Halle, in der Mönche für ihre Prian-Prüfung studieren.
- Ho Rakhang (Thai: หอระฆัง) – ein Glockenturm, weckt die Mönche und ruft sie zu den morgendlichen und abendlichen Zeremonien zusammen.
- Phra Rabieng (Thai: พระระเบียง) – eine nach innen offene Galerie umgibt oft das Zentral-Heiligtum.

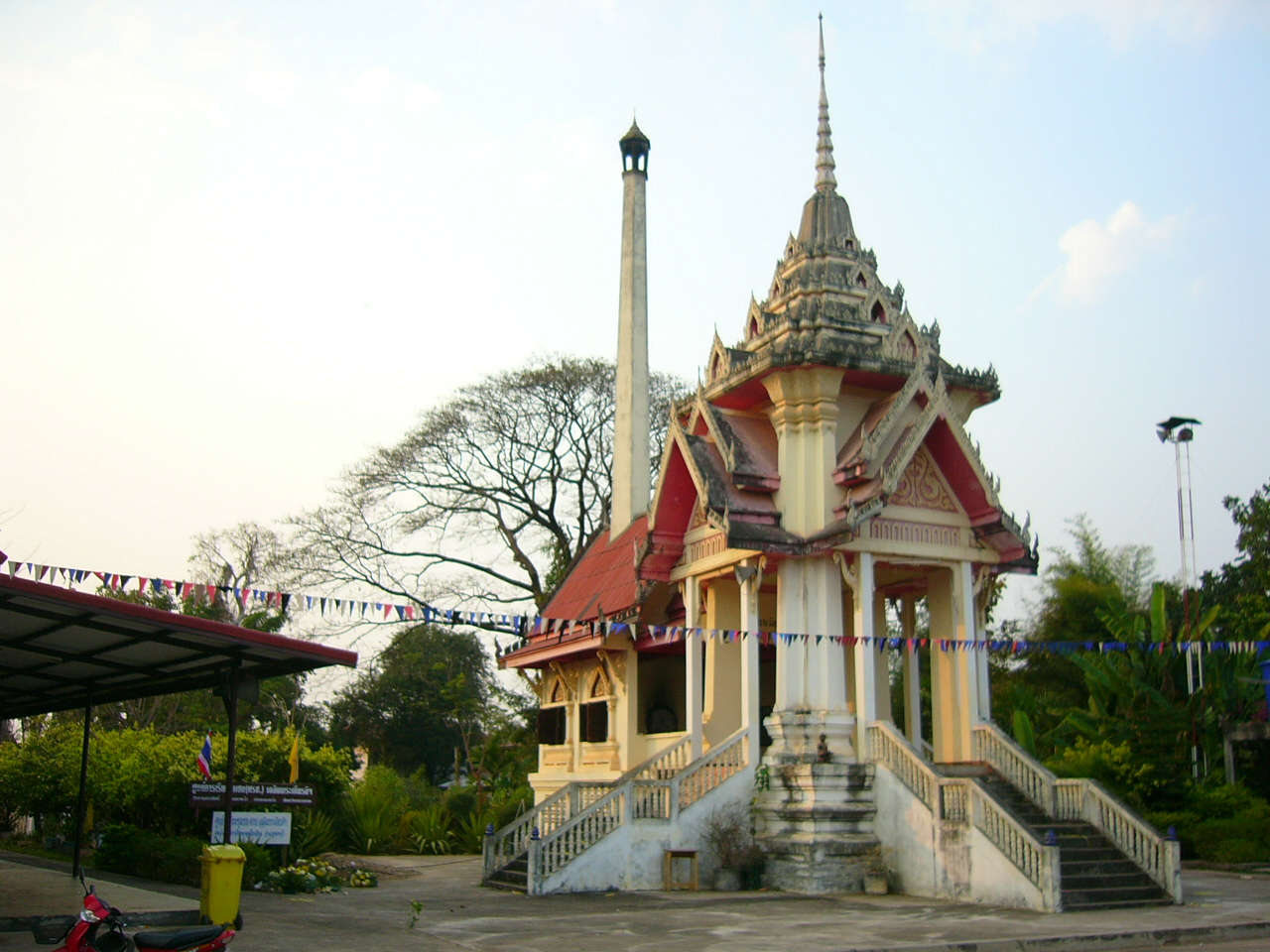
Typisches Krematorium in einem thailändischen Wat

- Zusätzliche Hilfsgebäude werden je nach den lokalen Bedürfnissen errichtet, wie zum Beispiel ein Krematorium oder auch eine Schule.

Die Gebäude können charakteristische Verzierungen aufweisen, zum Beispiel Chofas.

### Sanghawat
Der Sanghawat (Thai: เขตสังฆาวาส) dagegen ist der Wohnbereich der Mönche. Auch er ist von einer Mauer gegen die weltliche Umgebung abgeschirmt. Hier befinden sich:
- Kuti (Thai: กุฎิ) – die Mönche eines Wat leben in einzelnen Häusern, das größte ist dabei dem Abt vorbehalten.
- Ein Sanghawat kann auch einen Hor Rakhang (Glockenturm) oder sogar einen Sala Kan Prian (Predigthalle) beinhalten.

## Klassifizierung buddhistischer Tempelanlagen in Thailand
In Thailand werden buddhistische Wats wie folgt klassifiziert:
- Königliche Tempel (พระอารามหลวง) – es gibt nur etwa 100 königliche Tempel in Thailand. Ihr vollständiger Name enthält meistens folgende Silben: Ratchaworamahawihan (ราชวรมหาวิหาร), Ratchaworawihan (ราชวรวิหาร), Woramahawihan (วรมหาวิหาร) oder auch Worawihan (วรวิหาร). Sie können in drei Klassen eingeteilt werden:
  - Königliche Tempel Erster Klasse (พระอารามหลวง ชั้นเอก)
    - vom König renoviert,
    - vom König neu erbaut,
    - besitzen oft eine Chedi mit einer buddhistischen Reliquie (in Thai Maha That – มหาธาตุ oder Phra That – พระธาตุ)
    - alte Tempel, etwa 50 – 100 Jahre alt,
    - weitere alte Tempel in der Obhut des Staates oder buddhistischer Organisationen.

  - Königliche Tempel Zweiter Klasse (พระอารามหลวง ชั้นโท)
    - erbaut von Kindern des Königs,
    - erbaut von Adeligen (Khunnang, ขุนนาง), denen ein königlicher Titel verliehen wurde.

  - Königliche Tempel Dritter Klasse (พระอารามหลวง ชั้นตรี)
    - erbaut von weiter entfernten Verwandten des Königs oder von weiteren Adeligen.
- Wat Rat (วัดราษฎร์; übersetzt etwa ‚gewöhnliche‘, ‚bürgerliche‘ oder ‚Volks-Tempel‘) wurden von nicht königlichen oder adligen Gläubigen erbaut/gestiftet. Heute residieren hier meist nur wenige (< 12) Mönche.
- Samnak Song (สำนักสงฆ์) sind alle weiteren buddhistische Zentren, die keine offizielle Registrierung beim Sangha besitzen. Darüber hinaus hat ein Samnak Song keinen Ubosot, das mit heiligen Grenzsteinen (Bai Sema) umzäunte Gebäude zur Weihe von Mönchen.

Es ist der fromme Wunsch eines jeden thailändischen Buddhisten, sei es nun der König oder ein einfacher Mann, einen Tempel zu erbauen und ihn nach seinen Mitteln zu unterstützen, alleine oder zusammen in einer Gemeinschaft Ähnlichdenkender. Schon der Buddha sprach von Uddesika-cetiya (Pali für „indikative Erinnerungsstücke und Nachbildungen“; thailändisch Utthesik Chedi), die zu errichten große religiöse Verdienste (thailändisch Bun – บุญ, Pali: puñña; siehe auch Tham bun) bedeute.
Die Könige von Ayutthaya förderten öffentliche Tempel (Wat Luang) aus ihrem persönlichen Besitz. Wohlhabende Adelige errichteten in der Folge zusätzliche Kloster (Wat Raad), um sich selbst ihrer ganzen Familie zu zusätzlichem Ansehen zu verhelfen. Die Gemeinschaft aller Gläubigen schließlich unterstützen noch heute diese Tempel, indem sie entweder den Mönchen ihr tägliches Brot in Form von Reis und Zutaten in die Almosenschale legen oder Geldmittel für Renovierungsarbeiten spenden.
Nachdem Bangkok im Jahre 1782 zur neuen Hauptstadt von Siam erklärt worden war, wurde dieser Brauch fortgeführt. König Rama I. hatte enorme Reserven von Arbeitskräften zu seiner Verfügung, es wird behauptet, dass während seiner Regierungszeit nicht weniger als 20.000 Arbeiter an der Erweiterung des Wat Pho beschäftigt waren.
Zusätzlich zum königlichen Mäzenatentum oblag der Unterhalt königlicher Tempel traditionell den Adeligen und ambitionierten Mitgliedern nicht-aristokratischer Kreise. In der Vergangenheit wurden manchmal sogar Sklaven „gespendet“, die das Klostergelände und seine Gebäude in Ordnung hielten. Diese Praxis wurde jedoch in der Regierungszeit von König Chulalongkorn eingestellt, der die Sklaverei in Siam nach und nach abschaffte.
Es war nicht selten, dass eine wohlhabende Familie mehr als einen Tempel unterhielt. Der bevorzugte Tempel lag dann meistens in der Nähe der Familienresidenz, während ein zweiter, weiter entfernter Wat vielleicht aufgrund der Persönlichkeit des Abtes unterstützt wurde, der für übernatürliche Kräfte berühmt war und Krankheiten heilen konnte.
Zusätzlich zu den religiösen Verdiensten gibt es andere Motive für die Gründung eines Tempels:
- den Mönchen einen permanenten Ort zur Verfügung zu stellen, an dem sie leben, studieren und meditieren können,
- einen Ort zu schaffen, um Bildnisse des Buddha zu verehren,
- einen Ort zu schaffen, an dem Jungen lesen und schreiben lernen können; in früheren Zeiten waren Klöster die einzigen öffentlichen Bildungseinrichtungen im ländlichen Thailand.

Alle diese Beweggründe laufen letztlich auf den Erwerb von Meriten hinaus, auch wenn in Thailand die Klöster auch soziale Funktionen haben. Viele Aspekte des thailändischen Lebens bis hin zur religiösen Architektur haben ihren Ursprung in religiöser Hingabe, welche untrennbar mit dem alltäglichen Leben verwoben ist.

## Festlichkeiten

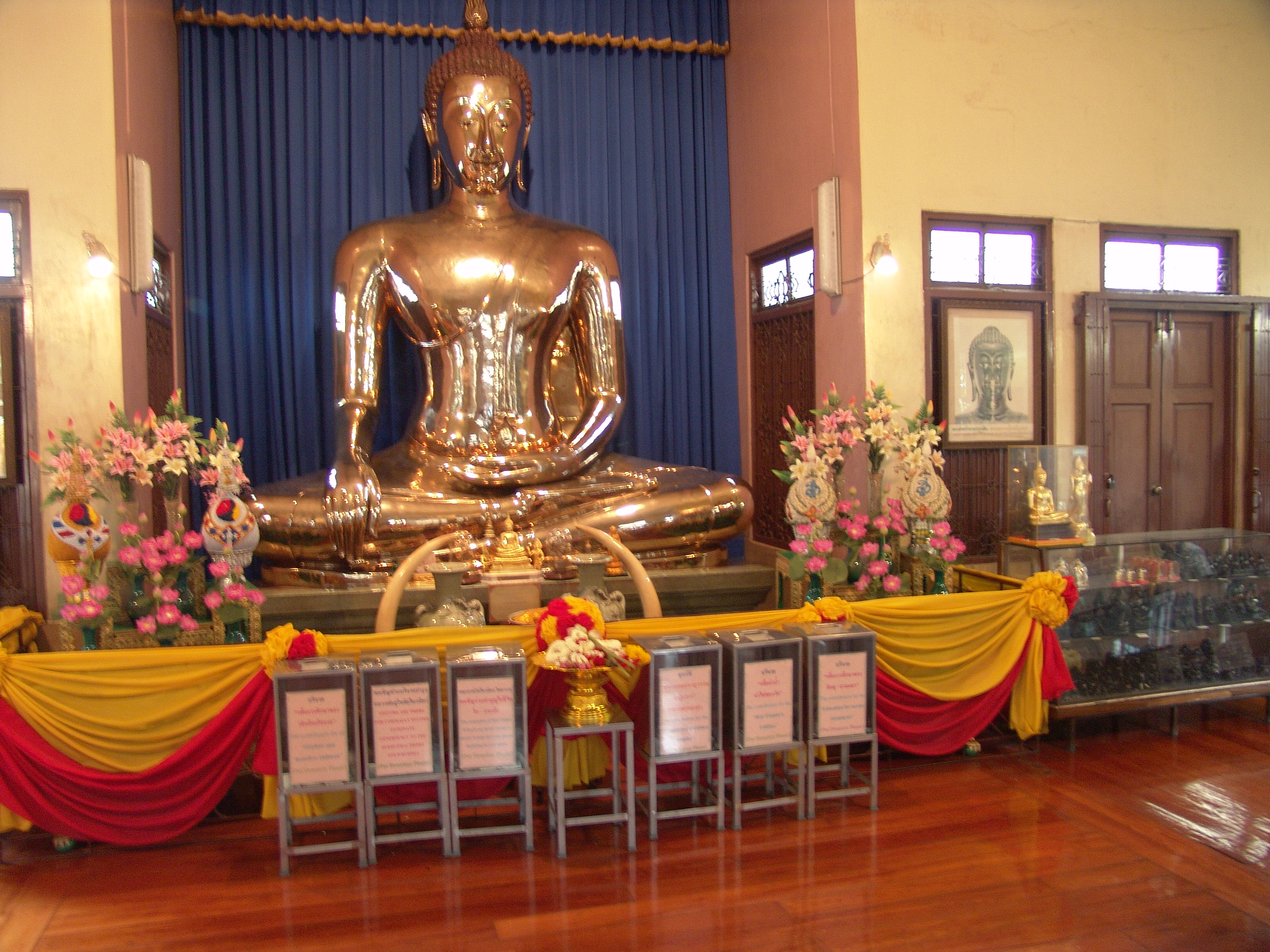
Goldene Buddha-Statue, Wat Traimit, Bangkok

Ein typischer Wat ist soziales Zentrum und als solches auch Veranstaltungsort von Festlichkeiten. Bei den thailändischen Ngaan Wat oder Tempelfesten kann ausgelassene Stimmung herrschen. Sie finden regelmäßig an besonderen Tagen statt, etwa am Jahrestag von Buddhas Geburt, Erleuchtung und Tod (genannt Wisakha Bucha, Vollmond im Mai) oder am Jahrestag der ersten Predigt Buddhas zu den 1250 Mönchen (genannt Makha Bucha, Vollmond im Februar). Es werden Freiluft-Kinovorstellungen geboten, Theatervorführungen oder Rockkonzerte mit mehr oder weniger professionellen Musikern; manchmal wird ein Feuerwerk abgebrannt.
Eine andere typische Festlichkeit ist die Ngaan Sop oder Verbrennungszeremonie, in Thailand eher Grund zur Freude als zur Trauer. Auf dem Lande umfasst eine Ngaan Sop oft eine lebhafte Prozession mit Musikkapelle vom Heim des oder der Verstorbenen zum Tempel.